# Isseneru River
Isseneru River är ett vattendrag i Guyana.   Det ligger i regionen Cuyuni-Mazaruni, i den nordvästra delen av landet. Isseneru mynnar i floden Rio Mazaruni. Omgivningen utgörs av regnskog.